# خاپاچف
خاپاچف (به لاتین: Khapachev) یک منطقهٔ مسکونی در روسیه است که در آدیغیه واقع شده‌است.